# جین هالوک
جین هالوک (به انگلیسی: Jeanne Hallock) (زادهٔ ۲۶ دسامبر ۱۹۴۶) شناگر اهل ایالات متحده آمریکا است.